# María Dolores Etxano Varela
María Dolores Etxano Varela, née le 30 mai 1968, est une femme politique espagnole membre du Parti nationaliste basque (PNV).

## Biographie

### Vie privée
Elle est mariée.

### Carrière politique
Elle est conseillère municipale de Ondarroa de 1995 à 2003 puis de nouveau à partir de 2015. De 1999 à 2003 elle est adjointe-au-maire.
Le 20 décembre 2015, elle est élue sénatrice pour Biscaye au Sénat et réélue en 2016.
Au Sénat, elle est porte-parole de son groupe dans quatre commissions.